# Hugh Taylor (martyr)
Pour les articles homonymes, voir Taylor.
Hugh Taylor, né à Durham et mort à York le 25 novembre 1585 est un prêtre catholique anglais martyr déclaré bienheureux par Jean-Paul II en 1987. Il est l'un des quatre-vingt-cinq Quatre-vingt-cinq martyrs d'Angleterre et de Galles béatifié par ce dernier et fêté le 26 novembre. Son nom figure aussi dans la liste des martyrs de Douai.

## Biographie
Peu d'informations existent sur son histoire familiale. Nous ne savons pas s'il est issu d'une famille restée fidèle à l'Église catholique ou s'il est lui-même un converti au catholicisme. Se sentant appelé à devenir prêtre catholique il se rend sur le continent et s'inscrit au collège anglais de Douai le 2 mai 1582, collège alors délocalisé à Reims. Après trois années de formation il est ordonné prêtre et est choisi pour la mission anglaise. Il embarque pour l'Angleterre secrètement le 27 mars 1585. Il est néanmoins rapidement arrêté. Jugé sommairement il est condamné à mort pour haute trahison. Le simple fait d'avoir été ordonné sur le continent faisait de lui un traître à la couronne. Avec lui est jugé et condamné à mort un laïc Marmaduke Bowes, condamné à mort pour l'avoir hébergé.